# Hauptkabel

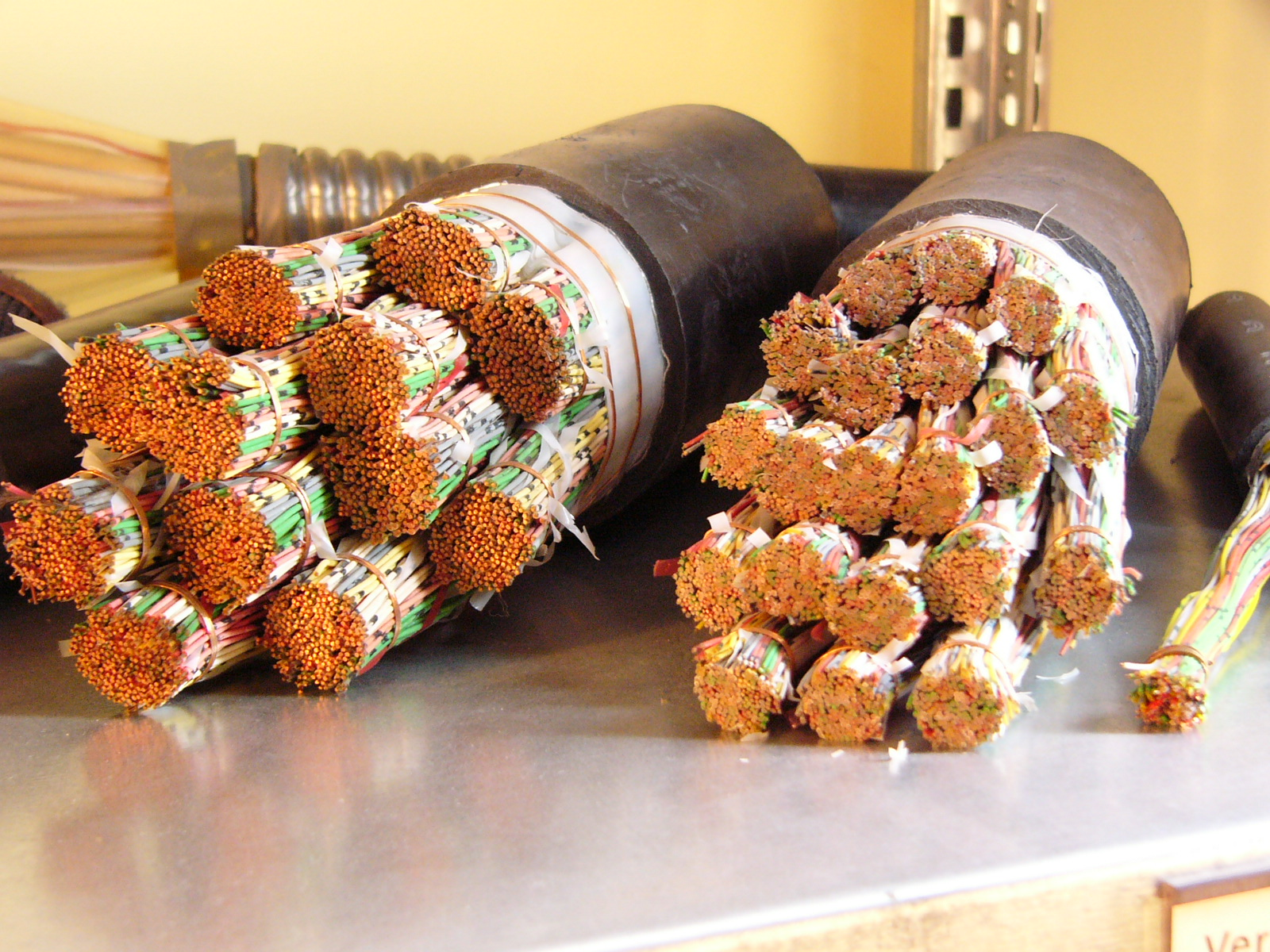
Zwei Hauptkabel mit 1200 und 2000 Doppeladern, kunststoffisoliert, bündelverseilt

Das Hauptkabel (HK) ist eine Netzebene in Kupfer-Telefonnetzen (auch X-DSL-Netze genannt). Dieser Teil des Netzes stellt die Netzebene zwischen zwei Schaltpunkten von Telefon- bzw. X-DSL-Netzen dar.
Ausgehend von der Vermittlungsstelle werden in definierten Vorwahlbereichen oder Anschlussbereichen (die innerhalb der Vorwahlbereiche liegen) festnetzgebundene Telekommunikationsanschlüsse (z. B. Telefonanschlüsse) in einer räumlich begrenzten Fläche angeboten. Es ist Teil der Teilnehmeranschlussleitung und verbindet den Kupfer Hauptverteiler mit den Endverschlüssen in Kabelverzweigern und Multifunktionsgehäusen, von denen wiederum die Verzweigungskabel zu den einzelnen Haushalten verlegt sind.
In Deutschland wird das mit Abstand größte Telefon- und XDSL-Netz durch die Deutsche Telekom betrieben. Sie hat das durch die Deutsche Bundespost bzw. ihre Vorgängerbehörden aufgebaute Telefonnetz, im Zuge der Liberalisierung der ehemaligen staatlichen Telekommunikationsnetze erworben und den Bau und Betrieb übernommen.

## Aufbau
Das Hauptkabel ist ein Telefonkabel mit einer großen Anzahl (bis zu 2000) lagen- oder bündelverseilten Kupfer-doppeladern. Die Adern wurden bis 1970 mit Papier isoliert. Seitdem besteht die Adernisolierung aus Kunststoff. Die Doppeladern befinden sich, gruppiert in Lagen oder Bündeln, in einem PE-Mantel (früher auch mit Stahl- oder Bleimantel) mit rundem Querschnitt.
Es wird über Distanzen von mehreren Kilometern verlegt. Bis 3,5 km wurden bis Mitte der 90er Jahre meist Hauptkabel mit Aderdurchmesser von 0,4 mm verlegt, darüber hinaus solche mit 0,6 mm und 0,8 mm Aderdurchmesser. Dann wurde generell der Durchmesser reduziert von 0,4 mm auf 0,35 mm bzw. von 0,6 mm auf 0,5 mm. Das war für den reinen Fernsprechverkehr irrelevant und sparte Kosten ein. Deshalb wurde auch die Bezeichnung „kostenminimiertes Kabel“ verwendet. Mit der Einführung von DSL-Techniken wurde auf das 0,35er verzichtet und nur noch 0,5er (Standard) und 0,8er Durchmesser (seltener, reichweitenbedingt) verwendet, so dass das Hauptkabelnetz heute oft aus mehreren, im Aderndurchmesser unterschiedlichen Teilstücken besteht.
Im Gegensatz zu den generell Petrolat-gefüllten Verzweigungskabeln ist das Hauptkabel ungefüllt. Die Hauptkabelstrecken werden mit Druckluft bis zum Ende des Kabels gefüllt. Dies soll verhindern, dass Wasser in die Kabel eindringt.
Bis vor einigen Jahren hat hier eine aktive Druckluftüberwachung stattgefunden. Im Falle von Beschädigungen konnte die Fehlerstelle so leichter geortet werden. In ländlichen Gegenden mit APEn wird gefülltes Hauptkabel verwendet, da hier keine Druckluft eingesetzt wird.
Durch den zunehmenden Vectoring-Ausbau entfallen immer mehr Kupfer-Hauptkabelstrecken und DSL-Anschlüsse werden in Outdoor-Gehäusen bereitgestellt. Es werden nur noch bestimmte Produkte über diese Strecken geführt wie z. B. der klassische Telefonanschluss ohne Router beim Kunden.

## Form des Hauptkabelnetzes

Struktur des Teilnehmeranschlussnetzes, baumförmig

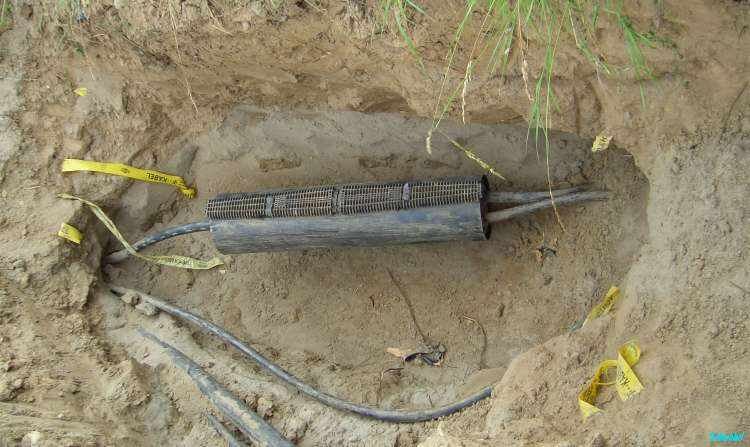
Abzweigmuffe bei einem Hauptkabel (DKBM – Druckdichte-Klemm-Bohr-Muffe), dient der Verbindung von Hauptkabelstücken

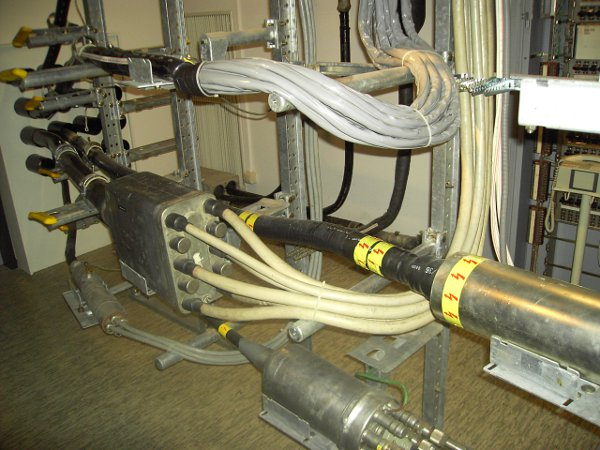
Kabelaufteilung von Hauptkabel (schwarz) auf Aufteilungskabel (grau-weiß) in einer Bleimuffe (rechteckig), darüber ist eine muffenlose Variante mit „Zipperschlauch“

Die Aufgabe des Hauptkabels ist die Zuführung einer bestimmten Leitungskapazität (Kupfer-Doppeladern) zu einer oder mehrerer in logischer Linie befindlichen Region/en, wie Wohnsiedlungen, Gewerbegrundstücken oder Firmengeländen.
Das Teilnehmeranschlussnetz ist baumartig angelegt. Das Hauptkabel bildet die Stammzuführung auf die jeweiligen Kabelverzweiger, welche von diesem eine bestimmte Menge an Doppeladern abzweigen. Die Aderkapazität ist deshalb am Anfang des Stammes am größten und wird mit zunehmender Länge immer geringer.
Die Länge des jeweiligen durchgehenden Hauptkabels ist dabei durch physikalische Gegebenheiten begrenzt (Kupferaderquerschnitt in Bezug auf die Leitungslänge der Doppeladern). 
In der Vermittlungsstelle werden die von außen von den Kabelverzweigern kommenden vielpaarigen Hauptkabel im „Kabelaufteilungsraum“ der Vermittlungsstelle (meist im Keller) mittels „Aufteilungsmuffen“ in kleinere Innenkabel aufgeteilt und zum Hauptverteiler geführt. In den 1990er Jahren änderte sich die Bauweise zur muffenlosen Aufteilung. Hier wurden die HK nur abgemantelt und die einzelnen Bündel des Kabels mit „Zipperschlauch“ ummantelt und zur senkrechten Seite des Hauptverteilers weitergeführt.
Diese Kabel können sich auch in Rohranlagen befinden. Dies erleichtert den Kabeltausch bzw. schützt diese vor Beschädigungen. An Bauwerken wie Hauptstraßen/Autobahnen/Brücken usw. können Kabelschächte angebracht sein.
Anfang des 20. Jahrhunderts wurden solche Rohranlagen aus Beton gebaut, diese Art der Bauweise hat sich jedoch aufgrund der hohen Wartungsintensität (Eindringen von Sand) nicht bewährt.

## Übergang ins Verzweigungskabelnetz
Die mit den Hauptkabeln verbundenen Kabelverzweiger versorgen dann über die Verzweigungskabel die in der umliegenden Region oder Straßenzügen befindlichen Gebäude und Grundstücke direkt bis zu den jeweiligen Bauwerken. Die am Ende jedes Verzweigungskabels betriebenen Anschlüsse müssen unter normalen Umständen ihre zugewiesene Grundfunktion, den Betrieb eines Telefonanschlusses, erfüllen. Die Nutzung eines bestimmten Leistungsmerkmals wie z. B. ADSL muss zunächst nicht gewährleistet sein.

## Sonderbauweisen (Kupfernetz)

### Querkabel
Querkabel, teilweise auch Kollokationskabel genannt, verbinden einen passiven Kabelverzweiger mit einem Multifunktionsgehäuse bzw. „Outdoor-Gehäuse“, in dem außerhalb einer Vermittlungsstelle aktive Systemtechnik betrieben wird.
Siehe auch: Very High Speed Digital Subscriber Line, Kollokation (Telekommunikation)
In einem entweder separat aufgestellten oder auf einem bestehenden Kabelverzweiger aufgebauten Multifunktionsgehäuse werden verschiedene Teilnehmeranschlüsse bereitgestellt. Um dort bereitgestellte VDSL-Anschlüsse an benachbarte Kabelverzweiger heranführen zu können, werden sog. Querkabel verlegt. Diese bilden eine Verbindung, als eine Art kurzes Hauptkabel, zu den Outdoor-Gehäusen und stellen ihren benachbarten Kabelverzweigern XDSL-Anschlüsse bereit, ohne diese überbauen zu müssen. Hierfür werden gefüllte Kabel ohne Druckluft verwendet, die normalerweise bei Verzweigungskabeln Anwendung finden.
Sofern diese Kabel aus dem Technikgehäuse eines fremden Netzbetreibers stammen, der nicht das Verzweigungskabelnetz betreibt und dieses Gehäuse nicht überbaut hat, wird es als Kollokationskabel bezeichnet. Es wird prinzipiell weiterhin der Netzebene des Hauptkabels zugeordnet.
Fremde Netzbetreiber stellen alle in Deutschland zugelassenen Carrier dar, die sich im Zuge des Vectoring-Ausbaus auf bestimmte Verzweigergehäuse bei der Bundesnetzagentur für den Vectoring-Ausbau erfolgreich beworben haben („Handtuchwurf“ genannt).
Ein Kollokationskabel ist nur ein solches, wenn es zwei physikalisch voneinander getrennte Kabelverzweiger bzw. Multifunktionsgehäuse verbindet.

### A0-Anschlüsse
In einigen Fällen werden Teilnehmeranschlüsse direkt an das Hauptkabelnetz angebunden (ohne zwischenliegenden Kabelverzweiger). Dies findet z. B. im ländlichen Raum Anwendung.
Hier ist es wirtschaftlich sinnvoller einzelne Teilnehmeranschlüsse entlang von Hauptkabelstrecken direkt an diese anzubinden. Eine Führung dieser Doppeladern bis zu einem Kabelverzweiger hätte die Leitungslänge über einen gewissen Grenzwert hinaus zur Folge, oder es gibt keinen Kabelverzweiger in mittlerer Entfernung. Bei dieser Bauweise wird die Leitungslänge auf das nötige Maß begrenzt. Dies sorgt sowohl für eine Wirtschaftlichkeit in der Bauausführung, als auch eine höchstmögliche Netzqualität. Die Leitungslänge ist ein wesentlicher Faktor, anhand derer verschiedene Produkte bereitgestellt werden können. Bei DSL-Anschlüssen ist die mögliche Datenübertragungsrate wesentlich von dieser Leitungslänge abhängig: Je kürzer die Leitungslänge, desto größer ist die nutzbare Bandbreite und somit die Datenübertragungsrate.
Im urbanen Raum wird eine solche „direkte“ Versorgung in der Regel nur dann durchgeführt, wenn die Anzahl der Teilnehmeranschlüsse in einem Gebäude sehr hoch ist, so ab ca. 150–200 Teilnehmern z. B. in Hochhäusern. Bei besonders hohen Teilnehmerzahlen wurden eigene Kabelverzweigergehäuse in die Haustechnikräume gebaut, da ein Management der Endverschlüsse für dieses Gebäude sonst nicht sinnvoll platzsparend durchgeführt werden kann.
Im unmittelbaren Bereich rund um eine Vermittlungsstelle von etwa 500 m, dem Nahbereich, wurden Teilnehmeranschlüsse direkt in die jeweiligen Vermittlungsstellen hineingeführt. Hier wurde auf einen dazwischenliegenden Schaltpunkt in Form eines Kabelverzweigers verzichtet.
Ein Nachteil dieser Bauweise hat sich bei Einführung der VDSL-Technik durch den Vectoring-Ausbau gezeigt: Die A0-Anschlüsse wurden durch den Vectoring-Ausbau nicht erreicht. Der neue Vectoring-Standard kann nur in unmittelbarer Nähe, im Nahbereich, zur Vermittlungsstelle angeboten werden. Weiter entfernte A0-Anschlüsse können, aufgrund der hohen Leitungslängen, nur mit klassischen Produkten erreicht werden. Bei der Aufrüstung umliegender Kabelverzweiger im Rahmen des Vectoring-Ausbaus kann an solchen Anschlüssen keine höhere Bandbreite bereitgestellt werden.
Aus diesem Grunde wurden oft sog. A0-Auflösungen durchgeführt. Dabei wird das Kabel unmittelbar vor einem freien, in der Nähe befindlichen VDSL-Kabelverzweiger gekappt und beide Enden in das Gehäuse eingeführt. Somit ist ein neuer Schaltpunkt entstanden und Teilnehmeranschlüsse können vom Hauptkabel „weggeschaltet“ werden, hin zu einem Vectoring-Endverschluss und der dahinter stehenden Linecard eines DSLAM. Solche Auflösungen stellen den Abschluss des VDSL-Ausbaus in Deutschland dar.

## Perspektive des Hauptkabelnetzes (Kupfer)
Das Kupfer-Hauptkabelnetz wird aktuell nur noch mit immer geringerer Kapazität betrieben. Das Ziel des FTTC-Ausbaus war, die Kupfer-Hauptkabelstrecke durch ein Glasfaserkabel zu ersetzen. Dies ist in größten Teilen (ca. 90 % in Deutschland) gelungen.
Auf Basis dieses Ausbaus wird das Kupfer-Hauptkabelnetz stückweise zurückgebaut, wo es aufgrund von Verrohrung möglich ist.

### Umschaltung auf Outdoor-Technik
Im Rahmen von der von der Telekom durchgeführten Migration auf Outdoortechnik werden Produkte, die sowohl in der Vermittlungsstelle als auch im Outdoor-MSAN geschaltet werden können, migriert.
Es handelt sich dabei nur um DSL-16-Anschlüsse (ADSL2+), diese können vom BIG-DSLAM in der Vermittlungsstelle oder vom MSAN im Outdoorgehäuse bereitgestellt werden. Das gleiche Produkt wird auf das Outdoor-MSAN umgeschaltet und die Schaltung des Verzweiger-Kabels auf das Outdoor-MSAN, statt auf den HVT umgeschaltet.

### A0-Auflösungen
Ähnlich der Umschaltung auf Outdoortechnik funktioniert die A0-Auflösung. Hier müssen jedoch bauliche Veränderungen vorgenommen werden. Der Bereich um die Vermittlungsstelle (bis zu 550 m, in seltenen Fällen länger) ist ein A0-Bereich.
Dieser galt beim initialen FTTC-Ausbau als gut versorgt und durfte nicht weiter ausgebaut werden. Erst in späteren Entscheidungen der Bundesnetzagentur wurde dies der Telekom und interessierten Carriern erlaubt.
Hier musste das Hauptkabel angeschnitten und ein neues Outdoorgehäuse errichtet werden. Dabei wurden alle A0-Anschlüsse oder kurze Hauptkabel zu den KVZ des A0-Bereiches eingeführt. Somit konnte (S)-V-DSL ausgebaut werden.
Damals mit A0-Telefonkabeln versorgte Einzelobjekte, z. B. Hochhäuser, werden noch vereinzelt auf das dem Gebäude und Leitungsverlauf nächstgelegene Multifunktionsgehäuse A0-aufgelöst.
Der mit den A0-Auflösungen durchgeführte Nahbereichsausbau wurde bereits 2021 abgeschlossen.

### Auszug von freigeschalteten Kupfer-Hauptkabeln aus Rohranlagen
Durch die zunehmende Freischaltung von Hauptkabeln bzw. geringe Anzahl Teilnehmer, die darüber laufen, können Kupfer-Hauptkabel zurückgebaut werden. Dies lohnt vor allem bei größeren Doppelader-Anzahlen (bis zu 2000). Die dadurch freiwerdenden Rohranlagen können neu mit Mikro-Rohren (Speedpipes) bezogen werden, um so die Herstellung neuer Glasfaserstrecken zu ermöglichen. Beim Rückbau von alten Hauptkabeln können die noch verbleibenden Kunden auf das jüngere parallele HK umgeschaltet werden.
Es werden bevorzugt papierisolierte Hauptkabel bis zum letzten Kabelschacht der Rohranlage zurückgebaut.

## Auslastung von Kupfer-Hauptkabeln
Die Situationen zur Auslastung von Kupfer-Hauptkabeln gestalten sich regional sehr unterschiedlich: Hauptfaktor ist hier das Vorhandensein eines FTTC-VDSL-Ausbaus (Telekom oder andere Carrier), sowie anderen Netzen z. B. HFC (Kabelnetz), oder Glasfasernetzen auf Basis von FTTB/H. Das Vorhandensein von gutem Mobilfunksignal und das Alter der Kunden spielt eine weitere Rolle für die Kaufentscheidung im Festnetz.
Die Beschaltung richtet sich alleine nach aktiven (gebuchten) Anschlüssen, ist also von den letztendlichen Kaufentscheidungen der Endkunden abhängig.
Sofern alle Teilnehmer sich für einen Hausanschluss am neuen Netz entscheiden (z. B. Glasfaser) und dort auch ein Produkt buchen, kann die X-DSL-Technik komplett alle Kunden verlieren.
Auslastungsszenarien:
- Szenario 1: Ein Gebiet hat (außer Mobilfunk) keine alternative Festnetztechnologie außer DSL/Telefonie über die Vermittlungsstelle (z. B. einzelne Adressen außerorts bzw. kleinste abgelegene Siedlungen). Hierbei ist die Auslastung des Hauptkabels besonders hoch (>80 %). Alternative ist hier nur Mobilfunk, sofern ausreichend vorhanden. Wo dieser schlecht ist, ist mit einer Vollbeschaltung zu rechnen. Bei zunehmendem Mobilfunkausbau, Richtfunknetzen oder durch aufkommende Alternativen wie Starlink wird entweder auf hybrides DSL oder komplette drahtlose Technologie gewechselt. Je älter die Teilnehmer um so geringer die Nutzung von drahtlosen Netzen.

- Szenario 2: Ein Gebiet wurde auf Basis von FTTC mit (S)-V-DSL ausgebaut. Es ist keine weitere Festnetztechnologie vorhanden (viele Dörfer im ländlichen Raum und kleinere Städte, einige Städte Ostdeutschlands). Hier ist der Grad der Beschaltung eines Hauptkabelnetzes <20 %. Die meisten Anschlüsse sind auf Outdoor-Technik migriert worden. Sofern ein Gehäuse mit FTTC ausgebaut wurde und mit der Telekom kein Wholebuy-Vertrag abgeschlossen wurde, ist die Hauptkabel-Beschaltung leicht höher. Es gibt MFGs an denen ein fremder Netzbetreiber den VDSL-Ausbau durchgeführt hat, aber die Telekom die Leitungen nicht mietet. So kann diese dort weiterhin nur die alten POTS/ADSL/SDSL-Produkte bereitstellen. Nur der neue Betreiber und evtl. dritte Netzbetreiber, die bei diesem die VDSL-Vorleistung einkaufen, können die neue Technologie nutzen.

- Szenario 3: Es liegt ein FTTC-Ausbau vor, ggf. noch HFC parallel oder sogar Glasfasernetze auf Basis von FTTB/H. Hier ist die Quote der Hauptkabelbeschaltung am geringsten bzw. sind diese leer. Dies ist ein natürlicher Prozess im Rahmen des Infrastrukturwettbewerbs. Die Anzahl gemieteter TAL bzw. Bezug von ADSL-Produkten nimmt seit Jahren stetig ab.